# Septembre 1940
Les événements concernant la Seconde Guerre mondiale sont détaillés dans l'article Septembre 1940 (Seconde Guerre mondiale).

## Événements
- Inde britannique : Gandhi déclenche un programme de désobéissance civile limitée : seul des volontaires désignés doivent prendre part au satyâgraha.
- Septembre - Octobre : occupation du Tonkin par les Japonais. Chute de Lạng Sơn le 22 septembre. L’amiral Jean Decoux gouverneur général de l'Indochine française, privé de secours alliés, ne peut s’y opposer et collabore avec la permission de Vichy.

- 2 septembre :
  - Destroyers for Bases Agreement signée entre le Royaume-Uni et les États-Unis.
  - Ralliement des Établissements Français d'Océanie à la France Libre.

- 3 septembre :
  - L'Opération Otarie, organisant l'invasion du Royaume-Uni, est fixée au 21 septembre.
  - Première livraison de destroyers américains à la Royal Navy.
  - Le général Ion Antonescu, devient Premier ministre du Royaume de Roumanie.

- 6 septembre :
  - L’Inde française rallie la France libre du général de Gaulle.
  - Le canal français de la BBC à Londres lance le fameux slogan « Radio-Paris ment, Radio-Paris ment, Radio-Paris est allemand » sur l’air de la Cucaracha.
  - sur les ondes de la BBC, l’émission en langue française Ici la France prend le titre Les Français parlent aux Français;
  - remaniement ministériel en France.

- 7 septembre :
  - Début du Blitz sur Londres.
  - Maxime Weygand délégué du gouvernement pour l'Afrique française.
  - Paraguay : le dictateur José Estigarribia meurt dans un accident d’avion et est remplacé par le ministre de la guerre, le général Higinio Morínigo qui assume tous les pouvoirs pendant toute la durée de la guerre, avec l’appui du Brésil et des États-Unis qui veulent éloigner le Paraguay de l’influence de l’Argentine restée neutre (fin en 1948).
  - La Dobroudja est rendue à la Bulgarie à la suite des accords de Craiova. Ces pertes de territoires suscitent la colère de la population roumaine et provoquent l’abdication du roi Carol II en faveur de son fils, Michel, sous la pression du général Ion Antonescu, partisan de l’Allemagne (6 septembre).

- 10 septembre : l’opération Otarie est remise à plus tard jusqu'au 24 septembre.

- 12 septembre : découverte de la grotte de Lascaux en Dordogne.

- 13 septembre : l’Italie envahit l’Égypte.
  - L’Égypte refuse de déclarer la guerre à l’Allemagne. En vertu du traité de 1936, l’état de siège est proclamé et les troupes britanniques se déploient dans le pays. Les Britanniques obtiennent le renvoi du chef d’état-major qui leur est hostile. Le 10 juin, l’Italie entre en guerre. Les assemblées égyptiennes votent la rupture des relations diplomatiques avec Rome mais refusent d’engager des troupes contre l’Italie. La première offensive italienne à l’automne se solde par un échec.

- 14 septembre :
  - Les bombes de 500 bombardiers de la Luftwaffe endommagent gravement la ville de Coventry (4330 logements détruits, 568 morts, 723 blessés) ; Goebbels disait vouloir « coventriser » l’Angleterre[1].

- - L'opération Otarie, projet allemand d'envahir l'Angleterre, est reportée, au plus tard au 27 septembre, dernier jour du mois avec des marées appropriées pour l’invasion.
  - Première mission de bombardement menée par l’aviation polonaise à partir du Royaume-Uni : les escadrilles 300 et 301 participent au bombardement du port de Boulogne.
  - Des émeutes populaires tournent au massacre. Ion Antonescu institue une dictature (1940-1944). Il prend la fonction de Conducător (Guide de l’État) et proclame la Roumanie « État national-légionnaire ». La Garde de fer prend le nom de « Mouvement légionnaire » et son chef Horia Sima devient vice-président du gouvernement.

- 15 septembre : l’aviation allemande bombarde Londres et Southampton ; grande bataille aérienne au-dessus de Londres et dans le Sud de l’Angleterre. 500 avions allemands sur Londres.

- 17 septembre :
  - L’opération Otarie remise à plus tard par Hitler jusqu’à nouvel ordre.
  - Marcel Brossier, mécanicien de 31 ans, est fusillé près de Rennes pour sabotage de câbles de l'armée allemande

- 19 septembre : Ralliement de la Nouvelle-Calédonie à la France Libre

- 22 septembre : accord entre Vichy et le Japon sur le Tonkin.

- 23 septembre : arrivée du général de Gaulle en rade de Dakar avec une flotte franco-britannique.

- 23 - 25 septembre : attaque anglo-gaulliste de Dakar. Pierre Boisson résiste.

- 25 septembre :
  - Malgré le bombardement naval de Dakar, le général Boison refuse de se rallier au général de Gaulle.
  - Premier tract du « groupe du Musée de l’Homme », groupe de résistants parisiens.

- 26 septembre : à la suite des accords franco-japonais du 22, débarquements des troupes japonaises au Tonkin.

- 27 septembre :
  - Pacte tripartite entre le Japon, l’Italie et l’Allemagne dirigé contre les États-Unis et le Royaume-Uni.
  - Ordonnance allemande sur le statut des Juifs en zone occupée[2].

- 29 septembre : constitution d’un groupe de résistants catholiques à Lyon sous la houlette de Emmanuel Mounier.

## Naissances
- 1er septembre : 
  - Franco Bitossi, coureur cycliste italien.
  - Annie Ernaux, écrivaine française.
- 2 septembre : Régis Debray, écrivain français.
- 3 septembre : Macha Méril, comédienne et auteure française.
- 5 septembre : Raquel Welch, actrice et chanteuse américaine († 15 février 2023).
- 7 septembre : Dario Argento, réalisateur italien.
- 9 septembre : Moncer Rouissi, homme politique tunisien († 5 janvier 2021).
- 10 septembre : 
  - Roy Ayers, chanteur américain († 4 mars 2025).
  - Augusto Aurelio Fábrega Donado, diplomate panaméen.
- 11 septembre : Brian De Palma, réalisateur américain.
- 12 septembre :
  - Roger Crouch, astronaute américain.
  - Linda Gray, actrice et productrice américaine.
- 13 septembre : 
  - Pierre-Luc Séguillon, journaliste de télévision, presse écrite et de radio français († 31 octobre 2010).
  - Jacques Crickillon, écrivain, poète, romancier et essayiste belge († 12 février 2021).
- 14 septembre : Larry Brown, joueur et entraîneur américain de basket-ball.
- 15 septembre : Norman Spinrad, auteur de science-fiction américain.
- 20 septembre : Doug Young, homme politique fédéral provenant du Nouveau-Brunswick.
- 21 septembre : Jan Woleński, philosophe polonais.
- 23 septembre : Mohammad Reza Shadjarian, musicien iranien († 8 octobre 2020).
- 25 septembre : Tim Severin, explorateur, historien et écrivain britannique († 18 décembre 2020).
- 27 septembre : 
  - Benoni Beheyt, coureur cycliste belge.
  - Mishal al-Ahmad al-Jaber al-Sabah, Émir Koweïtien et Émir du Koweït depuis 2023.
- 28 septembre : Alexandre Ivantchenkov, cosmonaute russe.
- 30 septembre : Harry Jerome, athlète.

## Décès
- 2 septembre : 
  - Maude Abbott, médecine et féministe.
  - Maximilian von Hoen, historien militaire autrichien (° 17 février 1867).
- 5 septembre : Charles de Broqueville, homme d'État belge (° 4 décembre 1860).
- 7 septembre : Laura Bond, femme de Robert Borden.
- 15 septembre : Dick Ket, peintre néerlandais (° 10 octobre 1902)
- 26 septembre : Walter Benjamin, philosophe et critique littéraire allemand.